# 1518年の踊り病

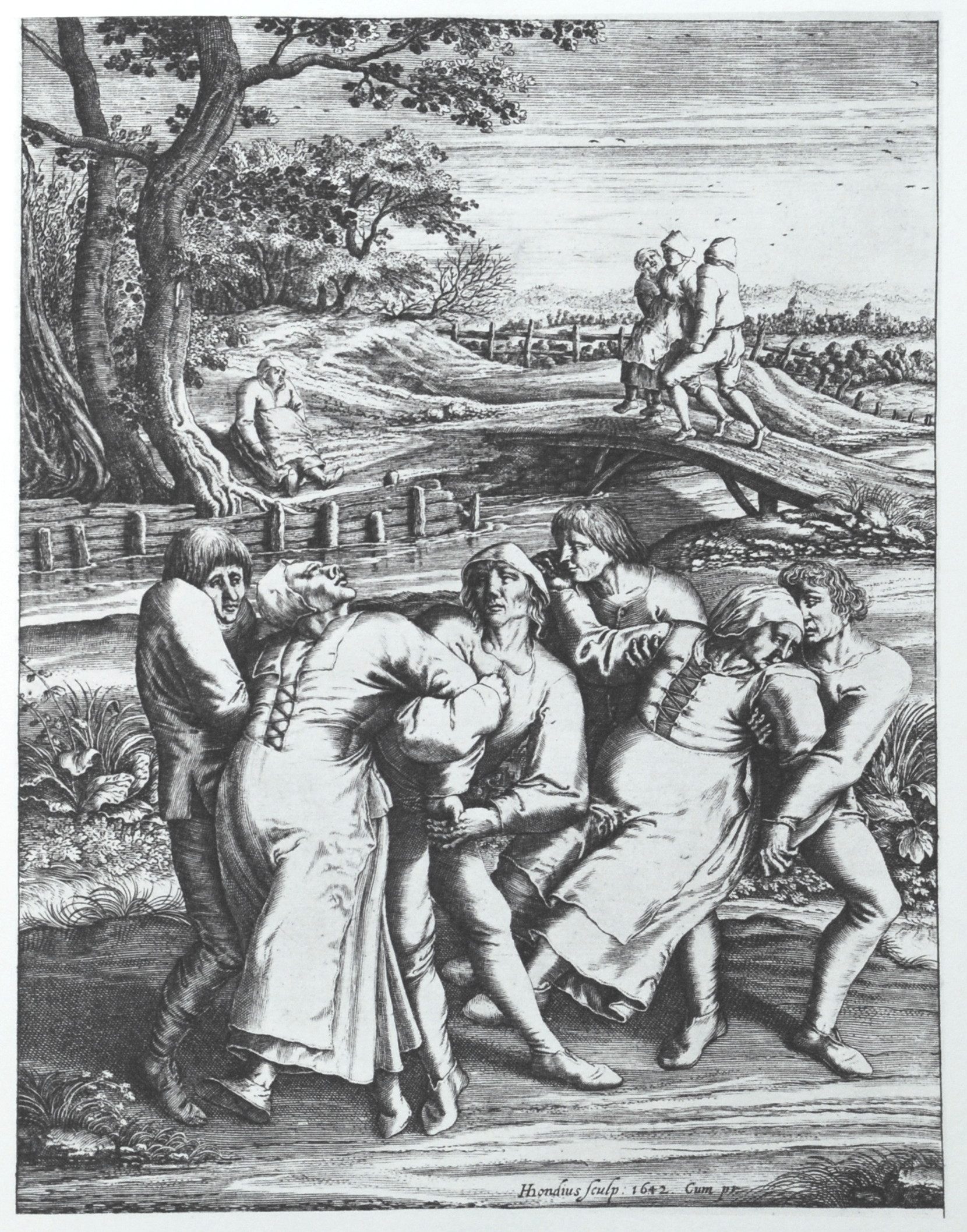
「踊り病」にかかって取り押さえられた3人の男女。ヘンドリック・ホンディウスによるエングレービング。原画はピーテル・ブリューゲル作。

1518年の踊り病（1518ねんのおどりびょう）または踊りのペスト（おどりのペスト）は、1518年7月から9月にかけて、当時神聖ローマ帝国内に位置したアルザスのストラスブール（現フランス領）で発生したダンシングマニア。50人から400人が、数週間にわたり踊り続けたといわれている。

## 踊り病
1518年7月、ある女性がストラスブールの路上で猛烈に踊りだしたところから、「踊りのペスト」の大流行が始まった。9月前半になってようやく、この流行は収まった。
医師の記録、教会での説教、地元の年代記、はてはストラスブールの市評議会の文書に至るまで、あらゆる歴史史料が、「犠牲者」が踊り狂っていたと記録している。原因は不明だが、いずれの史料でも一人の女性が踊りだしたのが発端になったと伝えている。 
似たような事件は、中世を通じてたびたび報告されている。例えば11世紀にザクセンのKölbigkで起きた事例では、悪魔憑き、もしくは神の裁きによって「流行」が引き起こされたと信じられていた。15世紀イタリアのプッリャでは、ある女性がタランチュラ（踊り病を引き起こすとされた毒グモ）に噛まれ、延々と踊り始めたという。解毒する唯一の方法は、適切な音楽を流しながら体を震わせることだとされた。この話は、アタナシウス・キルヒャーら学者にも受け入れられていた。
また同時代人の説明では、悪魔憑きの他に血液の過熱が原因であるとするものもあった。

## 致死性
踊り病にかかった人間は、踊り続けた末に死に至るという説があり、論議を呼んでいる。ある文献は、踊り病によって毎日約15人が死んでいったとしているが、ストラスブール市の文献をはじめ「流行」当時の史料では、病に何らかの致死性があるとしているものは無い。
踊り病が人を死に至らしめるという説の主な出所となっているのが、ジョン・ウォーラーの論文数本と著書A Time to Dance, a Time to Die: The Extraordinary Story of the Dancing Plague of 1518である。ただこれらの文献で取り上げられている踊り病の致死性を示す出典は、いずれも後世になって1518年の事件に触れている文献ばかりである。また最初に踊りだした人物の素性や、実際に踊り病に侵された人数（文献によって、50人から400人まで開きがある）もはっきりしていない。事件に触れている6本の年代記の内、4本が最初に踊りだした女性の名を「トロフェア夫人」（Frau Troffea）と記録している。

## 近代以降における原因仮説

### 食中毒（麦角菌中毒）説
パンの原料となるライ麦などの穀物に寄生する麦角菌が生み出す毒や向精神作用を持つ化学物質が、中毒者を躍らせていた可能性があるという説がある。例えば麦角菌が生み出すエルゴタミンには向精神作用がある。エルゴタミンは強力な幻覚剤として知られるLSDと構造が似ている。こうした麦角菌中毒による精神作用は、セイラム魔女裁判など他のヒステリー事件でも原因として指摘されることがある。
この説についてジョン・ウォーラーは『ランセット』誌において、麦角菌中毒で何日も踊り続けたり、多数の人々が同じように踊りだすとは考えにくいと指摘している。また麦角菌中毒説は、「踊り病」がライン川流域やモーゼル川流域といった、川で繋がっているものの気候も作物も違う場所で発生している理由を説明できないという点にも弱みがある。

### ストレス性の集団ヒステリー説
「眠り病」は、集団ヒステリーの中で人々が機能性神経障害を発症した、もしくは多人数が突然一致して奇異な行動をとり始める集団心因性疾患が発現した実例であるという説もある。こうした行動は、疫病のように急速かつ広範に伝染していくという性質がある。この説では、アルザスの人々がその時期（あるいは近世を通じて）の過酷な日々の中で心理的ストレス を募らせたのが原因だとしている。
先述のウォーラーは、踊り病が起きた地域が前から飢餓や疫病に苦しめられており、住民も迷信深かったことから、踊り病は集団レベルでの「ストレスが引き起こした精神病」だったと推測している。同地では、中世にも踊り病の流行が7度報告されている。
精神病の症状の一つとして、肢体が不随意に不規則で複雑な動きを繰り返す舞踏運動が知られている。中世では、中欧を中心に、特にペストが流行した時期に「聖ヴィトゥスの舞踏」「聖ヨハネの舞踏」「タランティズム」などと呼ばれる「ダンシングマニア」の流行が起きたと記録されている。

## 関連文献
- Backman, Eugene Louis (1977) [1952]. Religious Dances in the Christian Church and in Popular Medicine. Westport, CT: Greenwood Press. ISBN 978-0-8371-9678-7
- Waller, John (2008). A Time to Dance, A Time to Die: The Extraordinary Story of the Dancing Plague of 1518. Thriplow: Icon Books. ISBN 978-1-84831-021-6
- Waller, John (2009). The Dancing Plague: The Strange, True Story of an Extraordinary Illness. Naperville, IL: Sourcebooks, Inc.. ISBN 978-1-4022-1943-6
- Hecker, J. F. C. (Justus Friedrich Carl) Babington訳 (1888). Morley, Henry. ed. The black death and the dancing mania. Woodruff Health Sciences Center Library Emory University. Cassell & Company. pp. 105–192. OCLC 00338041